# Monika Maciejewska
Monika Katarzyna Maciejewska (ur. 22 maja 1970 w Warszawie) – polska florecistka i szpadzistka, czterokrotna brązowa medalistka mistrzostw Europy, olimpijka z Barcelony (1992), wielokrotna mistrzyni Polski.

## Kariera sportowa
Była zawodniczką Pałacu Młodzieży Warszawa (1981-1983) i Warszawianki (1984-2003). W 1998 ukończyła studia w Akademii Wychowania Fizycznego w Warszawie.

### Igrzyska Olimpijskie
- 1992 (floret): 27 m. indywidualnie, 8 m. drużynowo (z Katarzyną Felusiak, Barbarą Szewczyk, Anną Sobczak i Agnieszką Szuchnicką)

### Mistrzostwa świata
- 1991: 79 m. indywidualnie
- 1993 (floret): 8 m. indywidualnie, 7 m. drużynowo
- 1994 (floret): 36 m. indywidualnie, 5 m. drużynowo
- 1995 (floret): 41 m. indywidualnie
- 1997 (szpada): 23 m. indywidualnie, 13 m. drużynowo
- 1998 (szpada): 28 m. indywidualnie, 7 m. drużynowo
- 1999 (szpada): 43 m. indywidualnie, 12 m. drużynowo

### Mistrzostwa Europy
- 1997 (szpada): 3 m. indywidualnie
- 1998 (szpada): 3 m. indywidualnie, 3 m. drużynowo (z Barbarą Ciszewską, Magdaleną Jeziorowską i Joanną Jakimiuk)
- 2000 (szpada): 3 m. indywidualnie

### Uniwersjada
- 1991 (floret): 4 m. indywidualnie, 3 m. drużynowo (z Anną Sobczak, Agnieszką Szuchnicką, Jolantą Tarnawską i Barbarą Szewczyk)

Podczas Igrzysk Olimpijskich w Barcelonie zajęła 27. miejsce indywidualnie oraz 8. miejsce wraz z drużyną.

### Mistrzostwa Polski
- floret indywidualnie: 1994 - 1 m., 1992, 1995 - 2 m., 1990, 1991 - 3 m.
- szpada indywidualnie: 1999, 2001 - 1 m., 2002 - 3 m.
- szpada drużynowo: 1990, 1995, 1996, 1999, 2002 - 1 m., 1994, 1997, 2001 - 2 m., 1991, 2000, 2003 - 3 m.